# Miah Persson
Miah Persson (Örnsköldsvik, 27 maggio 1969) è un soprano svedese.

## Biografia
Nata a Örnsköldsvik e cresciuta a Hudiksvall, studiò canto a Stoccolma, dove fece il suo debutto sulle scene come Susanna ne Le nozze di Figaro. Nel 1999 è stata scritturata dall'Opera reale svedese, dove ha cantato come Susanna, Pamina ne Il flauto magico, Sandrina ne La finta giardiniera, Dorina in Orlando, Tebaldo in Don Carlo, Frasquita in Carmen, Gabrielle ne La vie parisienne, Gretel in Hansel e Gretel e Sophie ne Il cavaliere della rosa.
Attiva anche a livello internazionale, ha esordito nel 2003 alla Wiener Staatsoper (Pamina), nel 2004 al Festival di Salisburgo (Sophie), nel 2005 all'Opéra Garnier (Drusilla), mentre nel 2006 ha fatto il suo debutto al Covent Garden (Susanna) e al Festival di Glyndebourne (Fiordiligi), a cui sono seguiti gli esordi al Metropolitan nel 2009 (Sophie) e al Teatro alla Scala nel 2015 (la Fortuna), dove è tornata nella stessa stagione come protagonista di Il giro di vite.
Per i suoi meriti in campo musicale è stata nominata Hovsångerska dal re Carlo XVI Gustavo di Svezia. Nel 2016 ha vinto il Premio Franco Abbiati della critica musicale italiana per aver cantato nella prima assoluta di Blank Out di Michel van der Aa.

## Discografia parziale
- 2012 - Mozart, Così fan tutte: Miah Persson, Angela Brower, Mojca Erdmann, Rolando Villazón, Adam Plachetka, Alessandro Corbelli. Dir. Yannick Nézet-Séguin. Deutsche Grammophon.

## Videografia parziale
- 2006 - Mitridate, re di Ponto - Richard Croft, Miah Persson, Netta Or, Bejun Mehta, Ingela Bohlin. Dir. Marc Minkowski. DG
- 2009 - L'incoronazione di Poppea - Miah Persson, Sarah Connolly, Maite Beaumont, Jordi Domènech. Dir. Harry Bicket. DG
- 2012 - L'elisir d'amore - Rolando Villazón, Miah Persson, Ildebrando D'Arcangelo. Dir. Pablo Heras-Casado. DG